# Laphria ventralis
Laphria ventralis är en tvåvingeart som beskrevs av Samuel Wendell Williston  1885. Laphria ventralis ingår i släktet Laphria och familjen rovflugor. Inga underarter finns listade i Catalogue of Life.